# 王子エンジニアリング
王子エンジニアリング株式会社（おうじエンジニアリング、英：OJI ENGINEERING CO.,Ltd.）は、東京都に本社を置く日本の企業。
製紙工場で使用される機械の設計、製作、施工、メンテナンスを一貫して行う。。

## 主要事業所
- 本社 - 東京都中央区銀座4-7-5（王子製紙本館）
- 釧路事業部 - 北海道釧路市大楽毛3-2-5
- 江別事業部 - 北海道江別市王子1
- 苫小牧事業部 - 北海道苫小牧市王子町2-1-1
- 富士事業部 - 静岡県富士市平垣300
- 富士特殊紙事業部 - 静岡県富士市中之郷1157-1
- 中津事業部 - 岐阜県中津川市中津川3465-1
- 春日井事業部 - 愛知県春日井市王子町1
- 滋賀事業部 - 滋賀県湖南市朝国65
- 神崎事業部 - 兵庫県尼崎市常光寺4-3-1
- 米子事業部 - 鳥取県米子市吉岡373
- 呉事業部 - 広島県呉市広末広2-1-1
- 富岡事業部 - 徳島県阿南市豊益町吉田1
- 日南事業部 - 宮崎県日南市大字戸高1850

## 沿革
参照：
- 1964年（昭和39年）10月9日 - 王子工営株式会社として設立。
- 1995年（平成7年）12月 - 東京都へ本社移転。
- 2000年（平成12年）7月 - 王子製紙（3代）のエンジニアリング部門を統合し、王子エンジニアリング株式会社に社名変更。
- 2006年（平成18年）4月 - 王子通商の機械販売部門を統合。
- 2010年（平成22年）6月 - 本社営業技術本部の強化、並びに全事業部に営業技術部を設置。
- 2012年（平成24年）10月 - 王子ホールディングス発足に伴い、同社の統括技術本部を統合。
- 2014年（平成26年）10月9日 - 創業50周年
- 2016年（平成28年）2月 - 水環境技術部を設置。

## 関係会社
- 王子工営北海道株式会社
- 王子工営関東株式会社
- 王子工営富士株式会社
- 王子工営中部株式会社